# Danimarca ai Giochi della XXI Olimpiade
La Danimarca partecipò ai Giochi della XXI Olimpiade che si sono svolti a Montréal dal 17 luglio al 1º agosto 1976, con una delegazione di 66 atleti impegnati in 15 discipline per un totale di 40 competizioni. Portabandiera alla cerimonia d'apertura fu la ventiquattrenne Judith Andersen, alla sua prima Olimpiade, impegnata nel canottaggio. Il bottino della squadra fu di tre medaglie: una d'oro e due di bronzo.

## Medaglie
| Medaglia | Nome                                                     | Sport                   | Evento               |
| -------- | -------------------------------------------------------- | ----------------------- | -------------------- |
| Oro      | Valdemar Bandolowski Erik Hansen Poul Richard Høj Jensen | Vela ai Giochi olimpici | Classe Soling        |
| Bronzo   | Niels Fredborg                                           | Ciclismo                | Km da fermo          |
| Bronzo   | Verner Blaudzun Gert Frank Jørgen Hansen Jørn Lund       | Ciclismo                | Cronometro a squadre |